# Hoorn van Gabriël

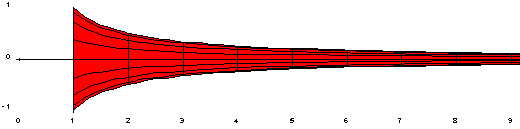
Illustratie van het linkerdeel van de hoorn van Gabriël.

De hoorn van Gabriël (ook: trompet van Torricelli) is in de wiskunde een ruimtelijk lichaam, uitgevonden door Evangelista Torricelli. Deze ruimtelijke figuur is zo bijzonder omdat ze een onbegrensde oppervlakte heeft, maar wel een begrensd volume. De naam verwijst naar het religieuze verhaal van de Dag des oordeels, waarop de aartsengel Gabriël op de trompet blaast. Hierbij wordt het oneindige gelinkt aan het goddelijke.

## Wiskundige definitie
De hoorn van Gabriël wordt gevormd door de grafiek te tekenen van {\displaystyle x={\frac {1}{|y^{p}|}}}  met als domein {\displaystyle y\geq 1}, waardoor de asymptoot y = 0 vermeden wordt. Vervolgens wordt deze grafiek geroteerd rond de x-as, waardoor een driedimensionale figuur ontstaat. 
Uiteraard kun je hem ook driedimensionaal op een x,y,z-assenstelsel formuleren als: 
y=1/((|x|+|z|)^p) 
waarbij de trompetachtige 3d-grafiek zich rondom de y-as wentelt.
Het bijzondere van deze driedimensionale grafiek is het feit dat er sprake is van een asymptotische lijn, de y-as, en tevens een asymptotisch vlak dat gevormd wordt door de x-as en de z-as. 
De ontdekking werd gedaan door het gebruik van principe van Cavalieri voor de uitvinding van de analyse, maar vandaag de dag kan deze analyse gebruikt worden om de oppervlakte en het volume van de hoorn te berekenen tussen x = 1 en x = a, waarbij a > 1. Met het gebruik van integralen is het mogelijk het volume {\displaystyle V} en de oppervlakte {\displaystyle A} te berekenen, voor het geval p = 1.

### Formule voor het volume
{\displaystyle V=\pi \int _{1}^{a}{1 \over y^{2}}\mathrm {d} y=\pi \left(1-{1 \over a}\right)}

### Formule voor de oppervlakte
{\displaystyle A=2\pi \int _{1}^{a}{\frac {\sqrt {1+{\frac {1}{y^{4}}}}}{y}}\mathrm {d} y>2\pi \int _{1}^{a}{\frac {\sqrt {1}}{x}}\ \mathrm {d} x=2\pi \ln a}

### Formule met limieten
a kan zo groot zijn als men wenst. Het kan ook worden gezien als een vergelijking zodat het volume van het deel van de hoorn tussen {\displaystyle x=1} en {\displaystyle x=a} nooit {\displaystyle \pi } zal overschrijden. Hoe groter a wordt, hoe dichter de hoorn {\displaystyle \pi } zal naderen. Wiskundigen beweren dat het volume {\displaystyle \pi } zal bereiken als een benaderde oneindigheid, wat een andere manier is om te zeggen dat het volume van de hoorn gelijk is aan {\displaystyle \pi }. De formule kan ook worden uitgedrukt, gebruikmakend van limieten :
{\displaystyle \lim _{a\to \infty }\pi \left(1-{1 \over a}\right)=\pi }
Voor deze bovenstaande oppervlakte is het duidelijk dat de oppervlakte groter is dan 2{\displaystyle \pi } keer de natuurlijke logaritme van a. Er is echter geen bovengrens voor de natuurlijke logaritme van a als hij de oneindigheid bereikt. Dat betekent, in dit geval, dat de hoorn een oneindig grote oppervlakte heeft :
{\displaystyle 2\pi \ln a\rightarrow \infty } als {\displaystyle a\rightarrow \infty }
of
{\displaystyle \lim _{a\to \infty }2\pi \ln a=\infty }

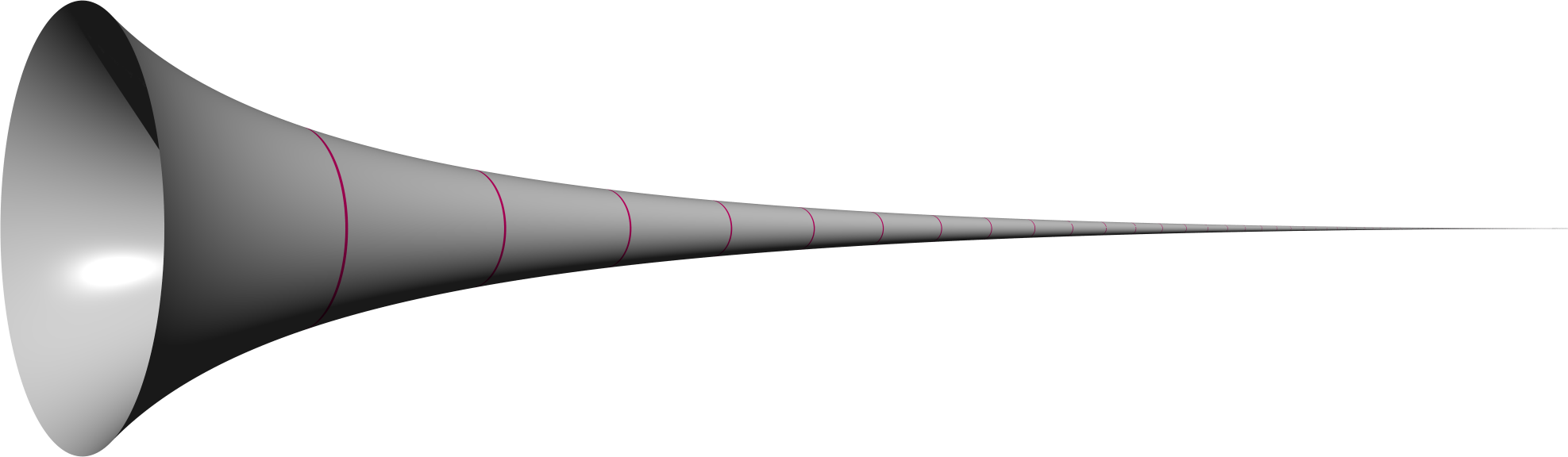
3D-voorstelling van de hoorn.

In de tijd dat dit werd ontdekt, werd het paradoxaal beschouwd dat door een oneindige kromme rond de x-as te roteren een voorwerp een eindig volume heeft verkregen.
Dit wordt soms de "schildersparadox" genoemd, aangezien men een oneindige hoeveelheid verf nodig heeft om een oneindig gebied te schilderen. Als u de hoorn echter (in gedachten...) met verf vult, zal u een eindige hoeveelheid nodig hebben.

## Verklaring
De verklaring voor deze paradox is verwant met de dimensies betrokken bij de analyse. Een lengte is 1-dimensionaal, een oppervlakte 2-dimensionaal en een volume 3-dimensionaal.
Wanneer men de oppervlakte berekent van de grafiek die is geroteerd, veronderstellen wij dat het resultaat uit kleine stroken van een eendimensionale hoeveelheid – zogenaamde ringen – is samengesteld, waarvan de stralen gelijk zijn aan de functiewaarde van de grafiek in een bepaald punt. Wanneer deze worden geïntegreerd, is het resultaat een tweedimensionale hoeveelheid: de oppervlakte. Op dezelfde manier telt men bij het meten van het volume van deze geroteerde grafiek het totaal van vele schijfjes op, waarvan de stralen de functiewaarde van de grafiek zijn. Het resultaat is een driedimensionale hoeveelheid: het volume.
De paradox doet zich voor omdat de lengtes van de ringen, die worden samengevoegd om de oppervlakte te geven, van een lagere orde zijn dan de schijven van het gebied die worden gebruikt om het volume te vinden. Als {\displaystyle x\to \infty }, dan geldt:
{\displaystyle \pi {\frac {1}{x^{2}}}\ll 2\pi {\frac {\sqrt {1+{\frac {1}{x^{4}}}}}{x}}}
Concreet betekent dit dat wanneer x steeds groter wordt, de numerieke grootte van de tweedimensionale schijven zo veel kleiner wordt dan de eendimensionale ringen, dat zij zodanig snel verminderen om het volume van de volledige hoorn nog voorbij het volume van {\displaystyle \pi } te brengen. Als die worden geïntegreerd, wordt het duidelijk dat het volume snel weer {\displaystyle \pi } bereikt.